# Historyja o papieżu Janie VIII
Historyja o papieżu Janie VIII (Historyja o papieżu Janie tego imienia VIII, który był Gilberta białogłowa z Anglijej) – polski anonimowy utwór wydany w 1560 prawdopodobnie w Brześciu Litewskim, opisujący historię rzekomej papieżycy Joanny.
Według średniowiecznej legendy w IX wieku kobieta o imieniu Joanna, podając się za mężczyznę, została papieżem, przybierając imię Jan VIII (nie chodziło jednak o faktycznego papieża Jana VIII). Legenda ta była wykorzystywana w czasach reformacji przez protestantów jako dowód na skandale w Kurii Rzymskiej oraz zerwanie sukcesji apostolskiej w Kościele katolickim. Miało to osłabiać zarzut stawiany protestantom, że ich Kościoły nie posiadają duchowieństwa legitymującego się ciągłością święceń zapoczątkowaną przez apostołów.